# Антифашистки фронт на жените (Вардарска Македония)
Антифашисткият фронт на жените (АФЖ) е феминистко движение по време на Втората световна война в областта Вардарска Македония. Предходник е на няколко съвременни феминистки организации в Северна Македония.
Съюзът е формиран в годините на Втората световна война заедно с другите Антифашистки фронтове на жените в Югославия и е един от четирите, които се превръща в организирано съпротивително движение. Предходник на организацията са комисиите за работа с жените на местните комитети на Македонската комунистическа партия, наричани и женски антифашистки комисии. През пролетта на 1943 година са формирани комитети в Кавадарци и Неготино, а организацията е основана официално на 14 декември 1944 година в кино „Урания“ (днес „Култура“) в Скопие. В първите години на комунистическата власт са организирани доброволни акции за включване на жените в промяната в страната, особено във включването им в ограмотителните курсове и курсовете за еманципация. По-късно организацията се трансформира в Съюз на женските дружества на Македония, като част от Съюза на женските дружества на Югославия. Издава списанието „Македонка“. Най-значимата фигура на движението е Веселинка Малинска. Други изявени участнички са Магдалена Антова, Вера Ацева, Невена Георгиева, Вера Йоцич, Елпида Караманди, Фана Кочовска, Мара Нацева, Естрея Овадия, Ибе Паликукя.
По време на Гръцката гражданска война (1946 - 1949) в Егейска Македония е формиран Антифашистки фронт на жените (Егейска Македония).